# Capo di gabinetto della Casa Bianca
Il Capo di Gabinetto della Casa Bianca (White House Chief of Staff) è il principale responsabile dell'Ufficio esecutivo del presidente degli Stati Uniti d'America. 
Dirige l'intero personale a servizio del Presidente degli Stati Uniti ed è scelto su base volontaria personalmente, senza conferma del senato. Appartiene al Gabinetto pur non essendo un capo di dipartimento ("segretario"), ma, al pari del Vicepresidente e di altri importanti funzionari, è a pieno titolo parte del più alto organo dell'esecutivo.

## Origine e funzioni

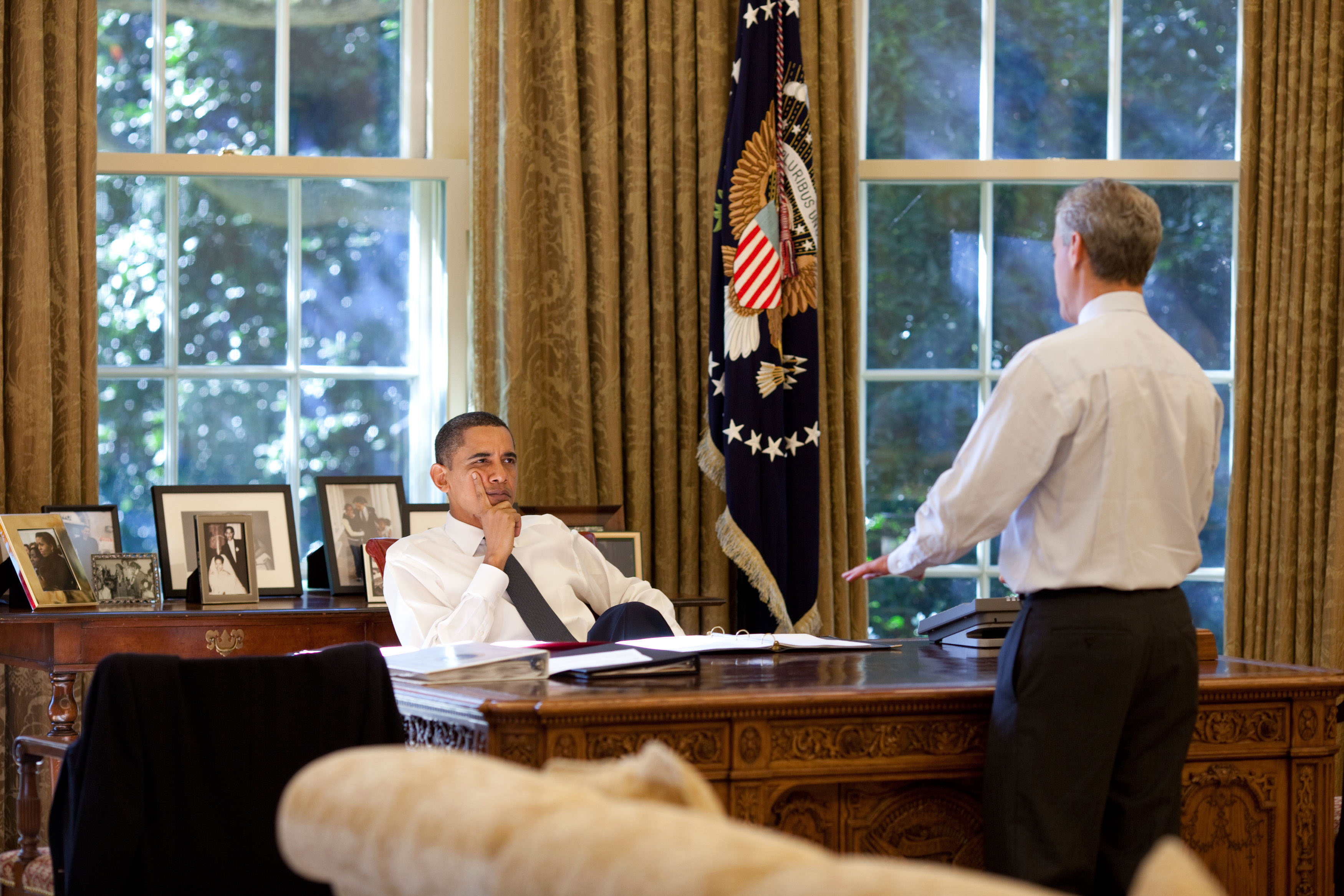
Il Presidente Obama con il suo Capo di Gabinetto Rahm Emanuel, nello Studio Ovale

In origine era il Segretario particolare del Presidente degli Stati Uniti, suo primo consigliere e addetto, a seconda delle esigenze, a ricoprire svariati ruoli, sempre a diretto contatto con il Presidente. Dal 1939 è iniziata una riforma della macchina di governo che già nel 1946 aveva assunto l'aspetto attuale. Il Capo di Gabinetto però era chiamato "Assistente del Presidente" (Assistant to the President) sebbene avesse già il compito di responsabile degli uffici della Casa Bianca. Dal 1953 assunse l'attuale denominazione di White House Chief of Staff.
In ogni amministrazione questo ruolo assume funzioni e importanza diverse, a discrezione del Presidente. Per alcuni presidenti è stato un vero e proprio consigliere politico, per altri solo un funzionario "tecnico" con mansioni di coordinatore, e comunque sempre in una posizione di grande responsabilità.
Nell'ordinamento italiano, questa figura presenta affinità sia con quella del Segretario Generale della Presidenza della Repubblica sia, soprattutto, con quella del Segretario del Consiglio dei Ministri.

## Lista dei Capi di gabinetto della Casa Bianca
| N.   | Capo di gabinetto      | Presidente              | Anni           |
| ---- | ---------------------- | ----------------------- | -------------- |
| 1    | John R. Steelman       | Harry S. Truman         | 1946–1952      |
| 2    | Sherman Adams          | Dwight D. Eisenhower    | 1953–1958      |
| 3    | Wilton Persons         | Dwight D. Eisenhower    | 1958–1961      |
| (*)  | Kenneth P. O'Donnell   | John Fitzgerald Kennedy | 1961–1963      |
| (*)  | W. Marvin Watson       | Lyndon B. Johnson       | 1963–1968      |
| (*)  | Jim Jones              | Lyndon B. Johnson       | 1968           |
| 4    | Harry Robbins Haldeman | Richard Nixon           | 1969–1973      |
| 5    | Alexander Haig         | Richard Nixon           | 1973–1974      |
| 6    | Donald Rumsfeld        | Gerald Ford             | 1974–1975      |
| 7    | Dick Cheney            | Gerald Ford             | 1975–1977      |
| -    | vacante                | Jimmy Carter            | 1977–1979      |
| 8    | Hamilton Jordan        | Jimmy Carter            | 1979–1980      |
| 9    | Jack Watson            | Jimmy Carter            | 1980–1981      |
| 10   | James Baker            | Ronald Reagan           | 1981–1985      |
| 11   | Donald Regan           | Ronald Reagan           | 1985–1987      |
| 12   | Howard Baker           | Ronald Reagan           | 1987–1988      |
| 13   | Kenneth Duberstein     | Ronald Reagan           | 1988–1989      |
| 14   | John H. Sununu         | George H. W. Bush       | 1989–1991      |
| 15   | Samuel K. Skinner      | George H. W. Bush       | 1991–1992      |
| 16   | James Baker            | George H. W. Bush       | 1992–1993      |
| 17   | Mack McLarty           | Bill Clinton            | 1993–1994      |
| 18   | Leon Panetta           | Bill Clinton            | 1994–1997      |
| 19   | Erskine Bowles         | Bill Clinton            | 1997–1998      |
| 20   | John Podesta           | Bill Clinton            | 1998–2001      |
| 21   | Andrew Card            | George W. Bush          | 2001–2006      |
| 22   | Joshua Bolten          | George W. Bush          | 2006–2009      |
| 23   | Rahm Emanuel           | Barack Obama            | 2009–2010      |
| (**) | Pete Rouse             | Barack Obama            | 2010–2011      |
| 24   | William M. Daley       | Barack Obama            | 2011–2012      |
| 25   | Jacob Lew              | Barack Obama            | 2012–2013      |
| 26   | Denis McDonough        | Barack Obama            | 2013–2017      |
| 27   | Reince Priebus         | Donald Trump            | 2017           |
| 28   | John F. Kelly          | Donald Trump            | 2017–2019      |
| (**) | Mick Mulvaney          | Donald Trump            | 2019–2020      |
| 29   | Mark Meadows           | Donald Trump            | 2020–2021      |
| 30   | Ron Klain              | Joe Biden               | 2021–2023      |
| 31   | Jeff Zients            | Joe Biden               | 2023-2025      |
| 32   | Susie Wiles            | Donald Trump            | 2025-in carica |

(*) Svolgimento de facto delle funzioni di capo di gabinetto da parte di persone con altri incarichi formali.
(**) Svolgimento ad interim delle funzioni di capo di gabinetto.